# Vermezzo
Vermezzo – miejscowość i gmina we Włoszech, w regionie Lombardia, w prowincji Mediolan.
Według danych na rok 2004 gminę zamieszkiwało 3091 osób, 515,2 os./km².